# Fête galante

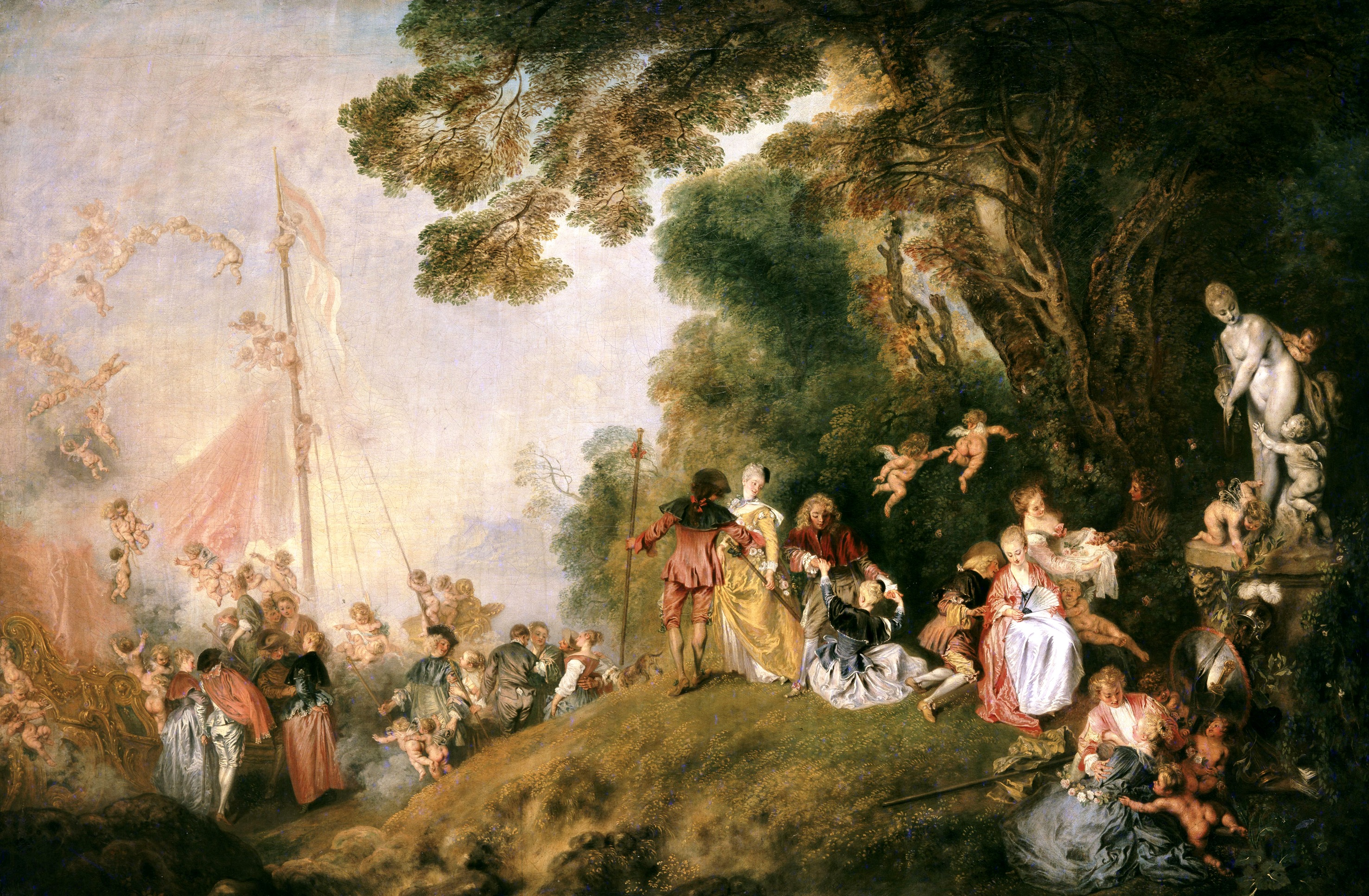
Peregrinação à ilha de Citera, de Antoine Watteau, 1717

Fête galante, em português festa galante ou cortejo, é um gênero artístico do século XVIII, pertencente ao movimento Rococó. Costuma retratar reuniões ao ar livre, organizadas pelos aristocratas franceses ricos de 1715 a 1770.
Foi um gênero especialmente criado pela Academia Real de Pintura e Escultura, em 1717, para descrever as produções de Antoine Watteau sobre o tema da fête champêtre, que apresentava figuras em trajes ou fantasias de baile, se comportando amorosamente ao ar livre. Quando Watteau se candidatou para ingressar na academia francesa em 1717, não havia uma categoria adequada para suas obras, então a academia criou uma em vez de rejeitar sua inscrição. A primeira obra caracterizada no gênero foi a pintura Peregrinação à ilha de Citera, de Watteau.

## Estilo
Originalmente, o movimento fête galante começou com pinturas a óleo, gravuras e esculturas feitas de porcelana. O principal tema dessas obras era a aristocracia francesa, sempre muito bem vestida, em momentos de descanso, divertimento, ócio, sedução e cortesia. As figuras eram geralmente representadas ao ar livre e em paisagens bucólicas, campestres, frequentemente comendo, lendo ou tocando instrumentos.

## Contexto geral
Após a morte de Luís XIV, em 1715, os aristocratas da corte francesa trocaram Versalhes pelas moradias mais íntimas de Paris, onde, elegantemente vestidos, podiam brincar, flertar e exibir cenas da commedia dell'arte italiana.
As pinturas da fête galante são uma parte importante do período rococó da arte, que viu o foco das artes européias se afastar da grandeza hierárquica e padronizada da igreja e da corte real, para apreciar a intimidade e os prazeres pessoais. No entanto, os cenários exuberantes e exteriores das pinturas da fête galante eram frequentemente emprestados de pinturas anteriores, especialmente de pinturas venezianas do século XVI e pinturas holandesas do século XVII.
O século XIX viu um renascimento anacrônico de tais cenas nas representações de gênero de figurinos ou nas pinturas de cenas galantes de, por exemplo, Arturo Ricci.

## Antoine Watteau
Watteau criou especificamente o estilo de pintura fête galante como um compromisso entre dois objetivos. Por um lado, a maior parte de seu financiamento era proveniente de indivíduos particulares, e não do governo. Por outro lado, Watteau queria o reconhecimento da academia, nomeada pelo governo. A academia classificou cenas da vida cotidiana e retratos, as pinturas mais desejadas por clientes particulares, como inferiores às pinturas moralmente educativas que ilustram a história e a mitologia.
Ao retratar seus clientes em cenas que lembram a terra mitologizada de Arcádia, onde os seres humanos supostamente viveram em harmonia com a natureza, Watteau conseguiu que suas pinturas obtivessem o mais alto nível na Académie e ainda lisonjear seus compradores.

## Galeria

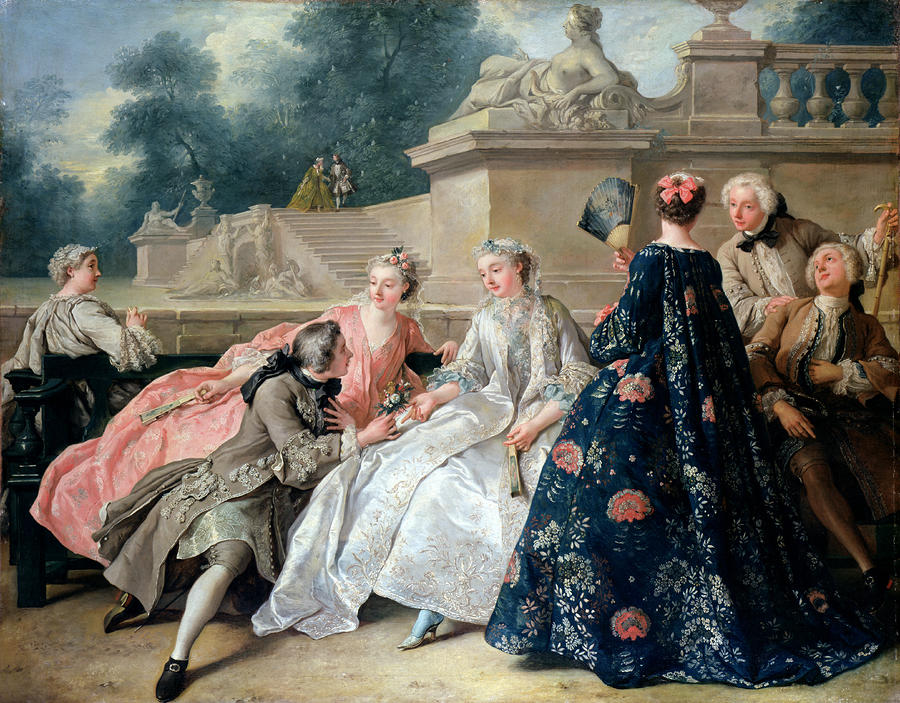
La Déclaration d'amour, de Jean François de Troy
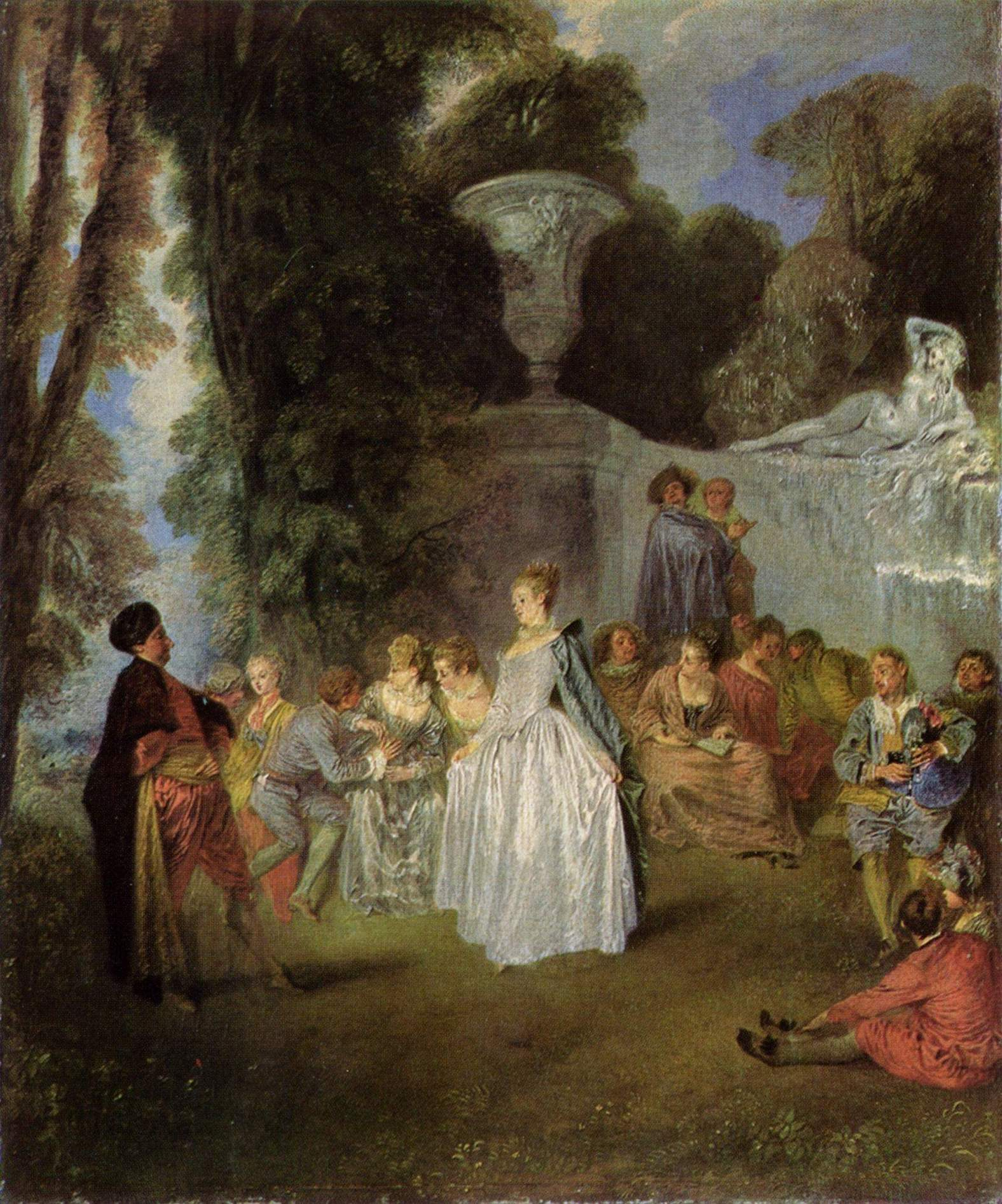
Fêtes Vénitiennes, de Antoine Watteau
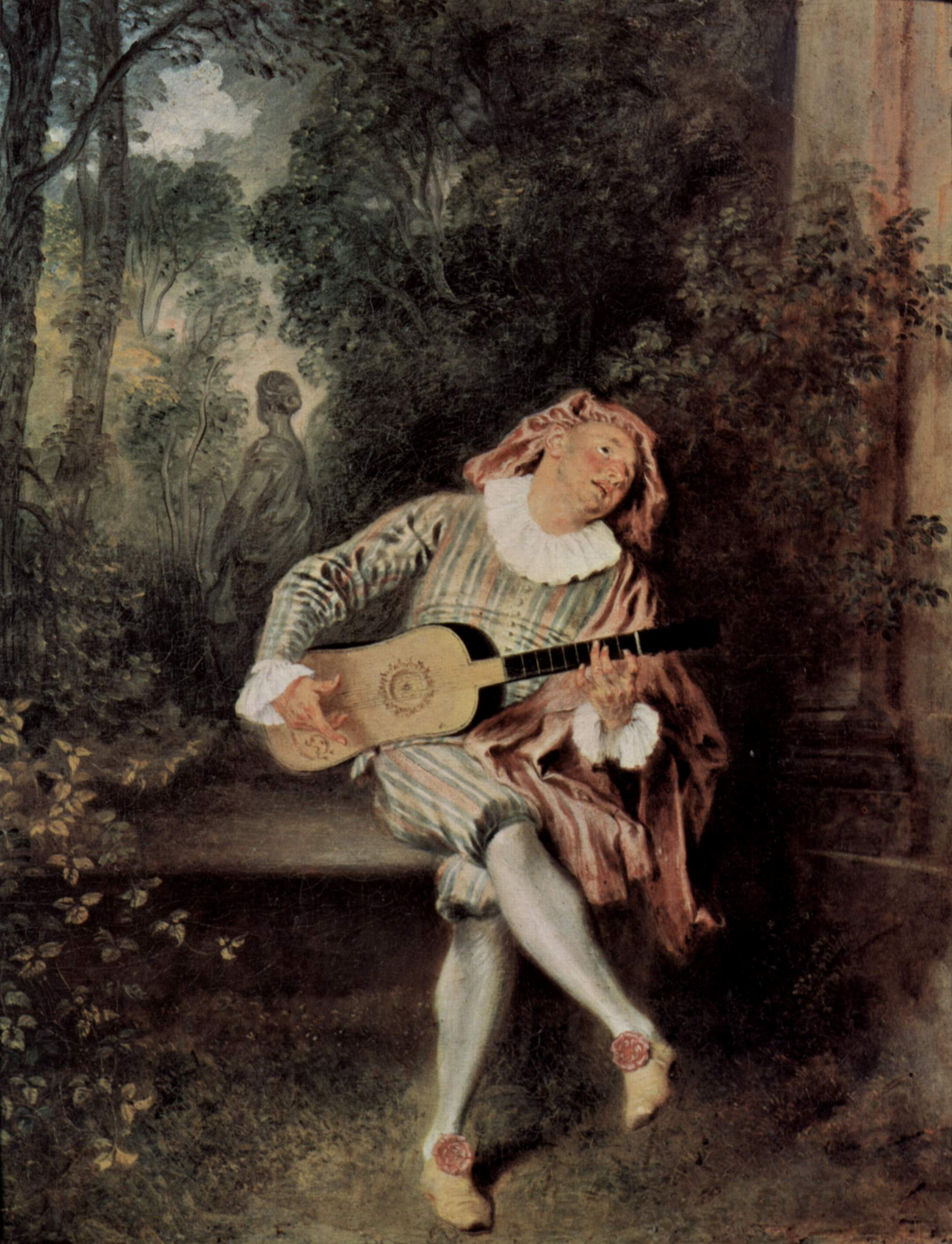
Mezzetin, de Antoine Watteau
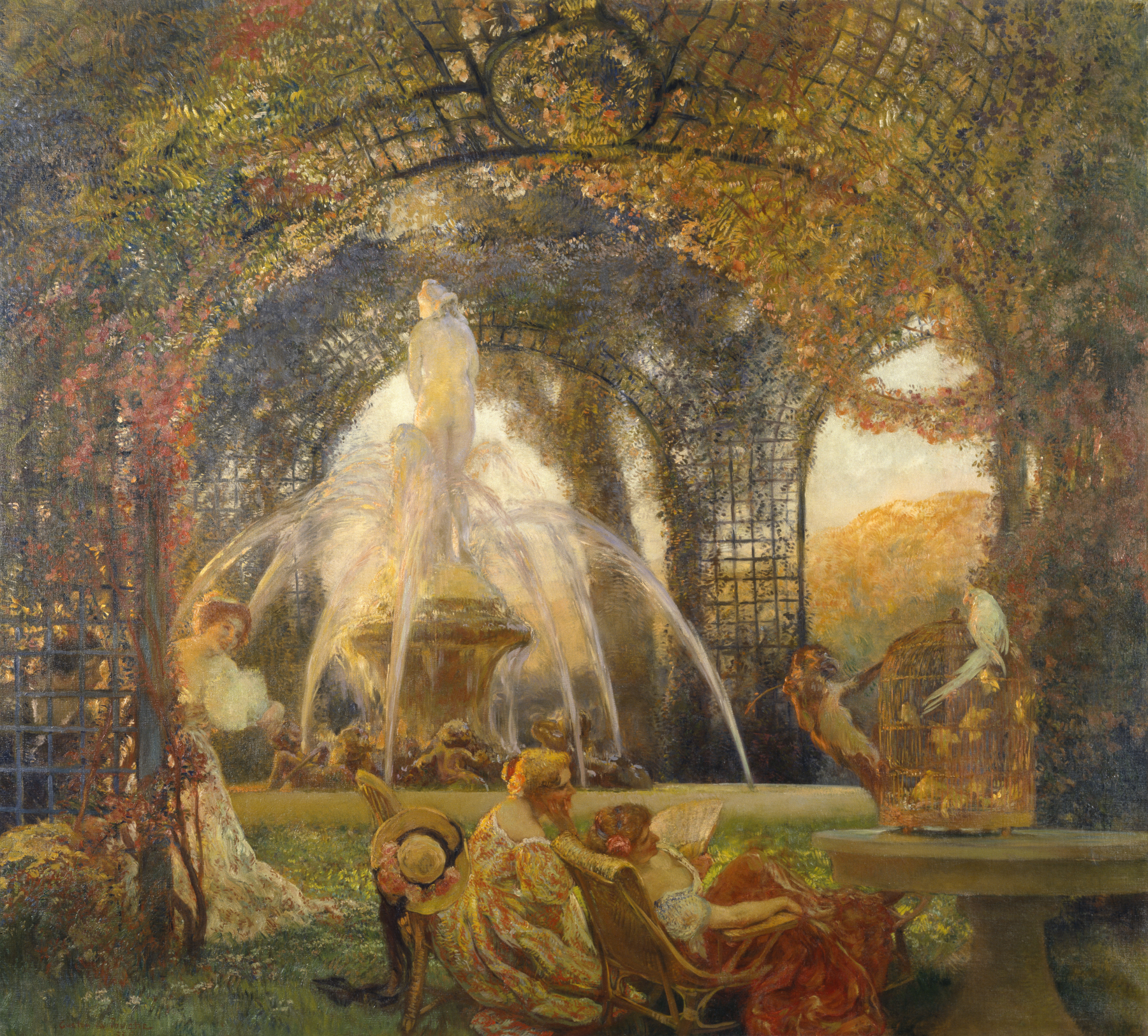
The Arbor, de Gaston La Touche